# Adams-Fjord
Der Adams-Fjord (auch bekannt als Seven Bay und russisch Бухта Семерка Buchta Semerka) ist ein Fjord von rund 21 km Länge im nordöstlichen Abschnitt der Amundsenbucht unmittelbar südlich des Mount Riiser-Larsen im ostantarktischen Enderbyland.
Fotografiert und kartiert wurde er bei einem Überflug im Rahmen der Australian National Antarctic Research Expeditions im Jahr 1956. Bei der Expedition 1958 befuhr die Mannschaft um den australischen Polarforscher Phillip Law am 14. Februar diesen Fjord und landete am Fuß des Mount Riiser-Larsen an. Das Antarctic Names Committee of Australia (ANCA) benannte den Fjord nach dem Neuseeländer Ian Leonard Adams (1925–2003), diensthabender Offizier auf der Mawson-Station im Jahr 1958.